# Carlos Carmona Bonet

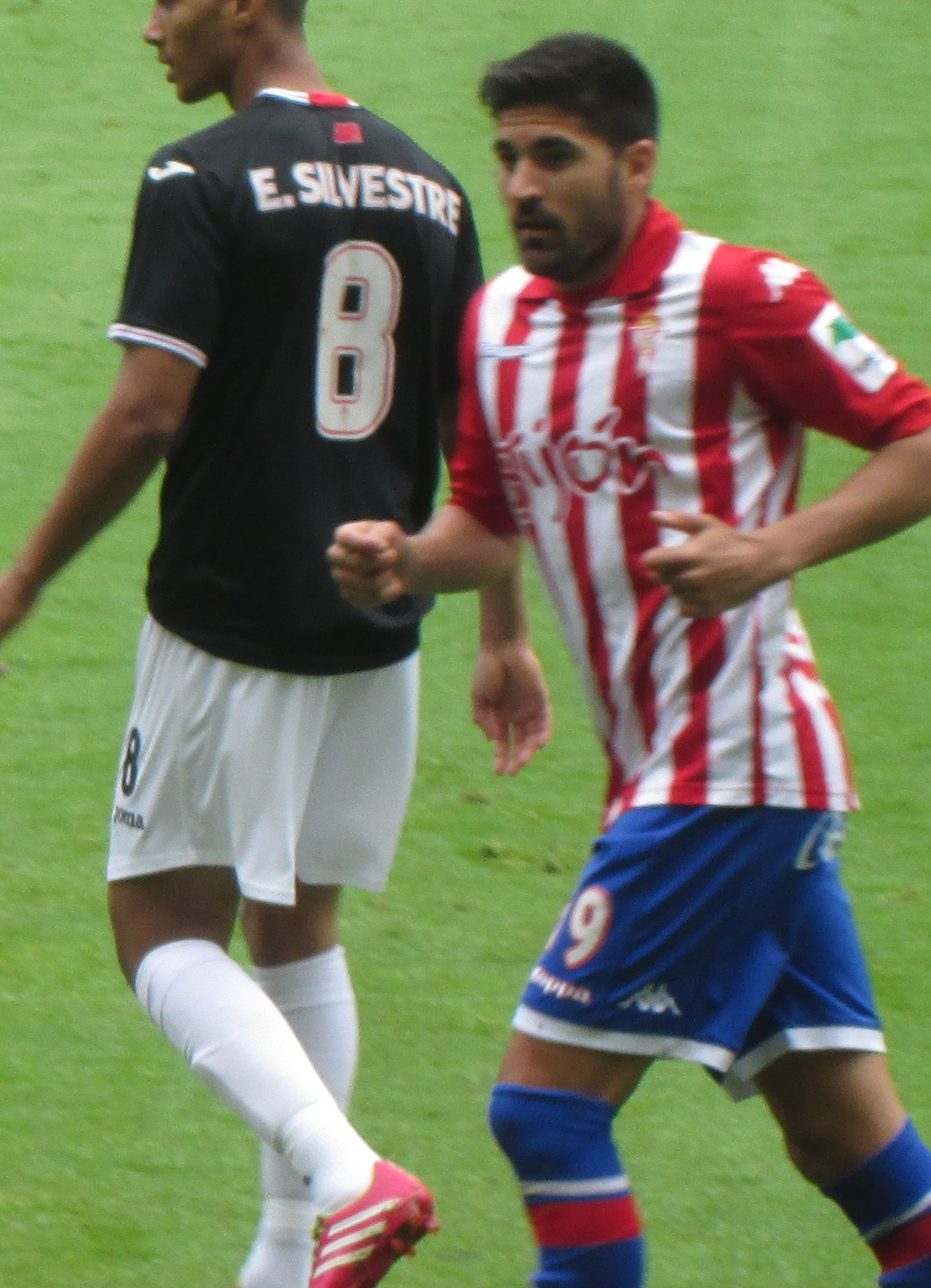
Carlos Carmona Bonet spelend voor Sporting Gijón (rood/wit)

Carlos Carmona Bonet (Palma de Mallorca, 5 juli 1987) is een gewezen Spaans voetballer. 

## Clubvoetbal
Carmona speelde als jeugdvoetballer bij RCD Mallorca. Op 28 november 2004 debuteerde hij voor deze club in de Primera División tegen Valencia CF. Het was zijn eigen competitiewedstrijd voor RCD Mallorca en Carmona speelde vervolgens op huurbasis bij Real Valladolid en FC Cartagena. Met laatstgenoemde club promoveerde hij in 2009 naar de Segunda División A. Na een seizoen bij Recreativo Huelva, werd de middenvelder in 2010 gecontracteerd door FC Barcelona voor het tweede elftal. 
In 2012 vertrok Carmona naar Sporting Gijón, een ploeg die net gedegradeerd was naar de Segunda División A.  Tijdens zijn derde seizoen kon de ploeg haar plaats op het hoogste niveau weer terug winnen, zodat Carmona vanaf seizoen 2015-2016 uitkwam in de Primera División.  De ploeg kon zich op de allerlaatste speeldag ten nadele van Rayo Vallecano en Getafe CF handhaven na een 2-0 thuisoverwinning tegen Villarreal CF.  Hij zou zo twee seizoenen op het hoogste Spaanse niveau verblijven en tien doelpunten scoren tijden vijfenveertig wedstrijden.  Vanaf seizoen 2017-2018 verbleeft hij weer op het niveau van de Segunda División A en zou bij de ploeg blijven tot seizoen 2020-2021. Hij zou in totaal tweeënveertig keer scoren tijdens tweehonderddrieëntachtig wedstrijden.
Vanaf seizoen 2021-2022 stapte hij over naar CF Intercity, een ploeg die vorig jaar haar promotie kon afdwingen naar de nieuwe reeks Segunda División RFEF.  Hij speelde er nog twee seizoenen en stopte dan definitief.

### Statistieken
| seizoen    | club              | land   | competitie            | wed. | goals |
| ---------- | ----------------- | ------ | --------------------- | ---- | ----- |
| 2004/05    | RCD Mallorca      | Spanje | Primera División      | 1    | 0     |
| 2005/06    | Real Valladolid   | Spanje | Segunda División A    | 15   | 0     |
| 2006/07    | RCD Mallorca B    | Spanje | Segunda División B    | 17   | 0     |
| 2007/09    | FC Cartagena      | Spanje | Segunda División B    | 96   | 24    |
| 2009/10    | Recreativo Huelva | Spanje | Segunda División A    | 38   | 7     |
| 2010/12    | Barça Atlètic     | Spanje | Segunda División A    | 55   | 6     |
| 2012/15    | Sporting Gijón    | Spanje | Segunda División A    | 107  | 13    |
| 2015/16    | Sporting Gijón    | Spanje | Primera División      | 20   | 2     |
| 2016/17    | Sporting Gijón    | Spanje | Primera División      | 25   | 8     |
| 2017/18    | Sporting Gijón    | Spanje | Segunda División A    | 43   | 10    |
| 2018/19    | Sporting Gijón    | Spanje | Segunda División A    | 35   | 7     |
| 2019/20    | Sporting Gijón    | Spanje | Segunda División A    | 33   | 2     |
| 2020/21    | Sporting Gijón    | Spanje | Segunda División A    | 20   | 0     |
| 2021/22    | CF Intercity      | Spanje | Segunda División RFEF | 22   | 2     |
| 2022/23    | CF Intercity      | Spanje | Primera Federacion    | 10   | 1     |
| Bijgewerkt | 10 april 2023     |        |                       | 537  | 82    |